# Església de Sant Martí Vell
|  | Pel que fa a l'església barcelonina, vegeu Església de Sant Martí de Provençals. |

L'església de Sant Martí Vell és una obra de Sant Martí Vell (Gironès) inclosa a l'Inventari del Patrimoni Arquitectònic de Catalunya.

## Descripció

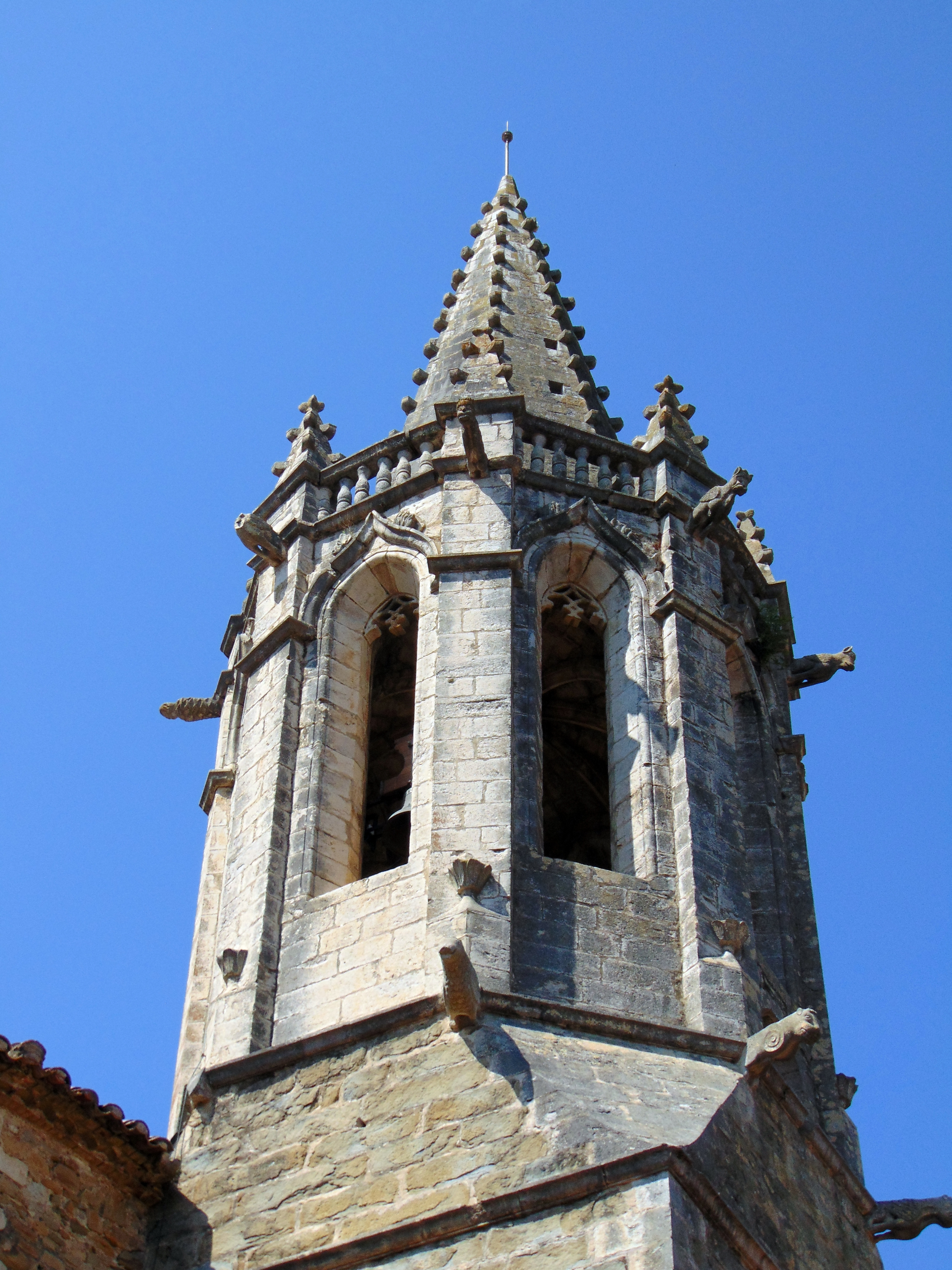
Detall del campanar

És una església d'una sola nau de tres trams, quatre capelles i capçalera poligonal. Coberta de volta de creueria i claus esculturades amb les dates 1589 i 1590. Les mènsules també mostren relleus representant lleons. El parament és arrebossat i una de les capelles té un fresc mal conservat. La façana presenta una portalada renaixentista amb frontó triangular sostingut per columnes sobre plint, un rosetó central i una galeria a la part alta de dotze arcs de mig punt que s'allarga tot el frontis. Al costat dret hi ha un rellotge de sol (1588) i una inscripció del segle xiv. El campanar, adossat a l'absis, d'estil gòtic tardà (finals segle xvi) té planta quadrada i s'hi sobreposa un cos octogonal, amb finestrals ojivals entre pilastres rematades per pinacles, i coberta en forma de piramide.

## Història
El temple actual data del segle xvi però en el testament de Gilabert de Cruïlles (1035) es fa referència a la parròquia de Sant Martí de Tours. De fet fou bastit sobre un altre més antic, amb planta de tipus carolingi, que es pot veure encara al costat del campanar. El 1229 és citada en l'homenatge prestat per Berenguer de Mazala a favor de Guillem, de Sant Climent. L'any 1372 té lloc la redenció del bovatge al rei Pere III. Finalment és anomenada al Sínode de la Diòcesi de l'any 1691.
El rector mossèn Enric Bahi fa traslladar el 1963 el cementiri i apareixen elements del xviii.
En depèn el santuari dels Àngels situat al mateix municipi.